# Wölferbütt
Wölferbütt este o comună din landul Turingia, Germania.